# Port lotniczy Kisz
Port lotniczy Kisz (IATA: KIH, ICAO: OIBK) – port lotniczy położony na wyspie Kisz, w Iranie.

## Linie lotnicze i połączenia
- Aria Air (Teheran-Mehrabad)
- Caspian Airlines (Teheran-Mehrabad)
- Eram Air (Teheran-Mehrabad)
- Iran Air (Teheran-Mehrabad, Kuwejt, Dubaj)
- Iran Air Tours (Meszhed, Sziraz, Teheran-Mehrabad)
- Iran Aseman Airlines (Sziraz)
- Iranian Airlines (Teheran-Mehrabad)
- Kish Air (Abadan, Dubaj, Isfahan, Meszhed, Sziraz, Teheran-Mehrabad, Abu Zabi)
- Mahan Airlines (Kerman, Teheran-Mehrabad)